# Расторгуево-2 (платформа)
Расторгу́ево‑2 — планируемый остановочный пункт Московских центральных диаметров на перспективной линии  Ярославско-Павелецкий диаметр на перегоне Расторгуево - Калинина в районе села Ермолино городского округа Видное Московской области.

## История
В 2020 году необходимость строительства новой станции в районе села Ермолино была освещена в видеосюжете телеканала «Россия 1». В сюжете подчёркивалось, что существующая транспортная доступность в этом районе крайне ограничена, и строительство новой платформы на линии перспективного диаметра МЦД-5 могло бы существенно улучшить транспортную ситуацию.
В 2021 году вблизи станции предлагалось создать транспортно-пересадочный узел, включающий пересадку на линию лёгкого метро в направлении сёл Ермолино и Петрушино.
В последующие годы жители Видного и Ленинского округа не раз выступали с инициативами в поддержку строительства станции. В частности, в 2022 году в СМИ сообщалось об обращениях граждан и местных активистов с предложением включить станцию «Расторгуево-2» в актуализированные планы развития МЦД-5.
В августе 2025 года станция «Расторгуево-2» была обозначена в схеме развития рельсового каркаса Москвы до 2030 года, представленной на выставке «Та самая Москва».